# Jacopo Riccati
Pour les articles homonymes, voir Riccati.

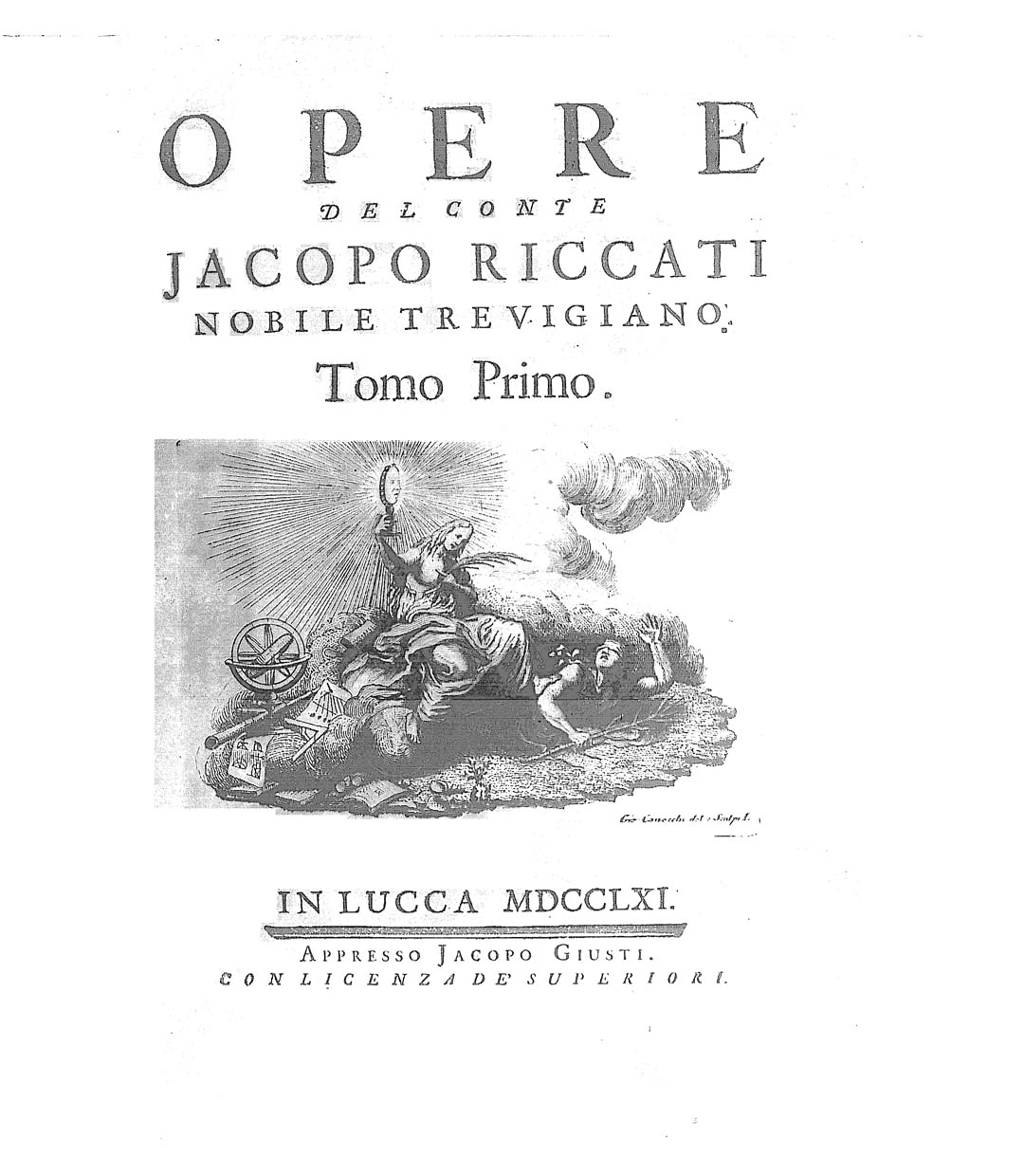
Opere, 1761

Jacopo Francesco Riccati (28 mai 1676 à Venise - 15 avril 1754 à Trévise) est un physicien et mathématicien italien, père de Vincenzo et de Giordano Riccati.
Ses travaux en hydraulique (canaux de Venise) et en acoustique le conduisent à résoudre des équations différentielles du second ordre en les réduisant au 1er ordre et plus généralement à rechercher des méthodes de séparation des variables afin d'obtenir les solutions par simples quadratures. Ses travaux furent publiés après sa mort par ses fils à partir de 1764 sous le titre Opere del conte Jacopo Riccati. À la demande de Ricatti, Maria Gaetana Agnesi a incorporé dans le livre sur le calcul intégral de ses Institutions analytiques du travail fait par lui  sur  les polynômes.
Il est en particulier connu pour l'équation de Riccati.